# Richard Solomon
Richard Solomon III (Inglewood, California, 18 de junio de 1992) es un jugador de baloncesto estadounidense que pertenece a la plantilla del Zenit de San Petersburgo de la VTB United League, la primera división del baloncesto en Rusia. Con 2,11 metros de estatura, juega en la posición de ala-pívot.

## Trayectoria deportiva

### Universidad
Jugó durante cuatro temporadas con los Golden Bears de la Universidad de California, Berkeley, en las que promedió 8,1 puntos, 7,0 rebotes y 1,1 tapones por partido.

### Profesional
Tras no ser elegido en el Draft de la NBA de 2014, el 29 de septiembre firmó con Oklahoma City Thunder para disputar la pretemporada. sin embargo fue despedido el 24 de octubre tras disputar tres partidos de preparación. El 4 de noviembre fichó por los Oklahoma City Blue de la NBA D-League como afiliado de los Thunder. Disputó 28 partidos en los que promedió 8,5 puntos y 6,9 rebotes.
El 25 de julio de 2015 fichó por el Toyota Alvark Tokyo de la liga japonesa. Allí jugó una temporada en la que promedió 11,2 puntos y 8,9 rebotes por partido.
En julio de 2016 disputó las Ligas de Verano de la NBA con los Thunder y con Phoenix Suns. El 20 de septiembre firmó con Atlanta Hawks, pero fue despedido el 1 de octubre. Cinco días después, fichó por el BCM Gravelines de la liga francesa.
En junio de 2017 se comprometió con el Uşak Sportif de la liga turca.
En la temporada 2021-22, firma por el Bahçeşehir Koleji S.K. de la Basketbol Süper Ligi, la primera división del baloncesto en Turquía.
El 3 de marzo de 2023 fichó por el Çağdaş Bodrumsporde la Turkish Basketball First League.